# František Vymazal
František Vymazal (6. listopadu 1841 Topolany – 6. dubna 1917 Brno) byl český polyglot, filolog, editor jazykových, dějepisných a občanskovědných učebnic a konverzačních příruček a překladatel z ruštiny a němčiny.
Je po něm pojmenována ulice v Brně-Židenicích.

## Život

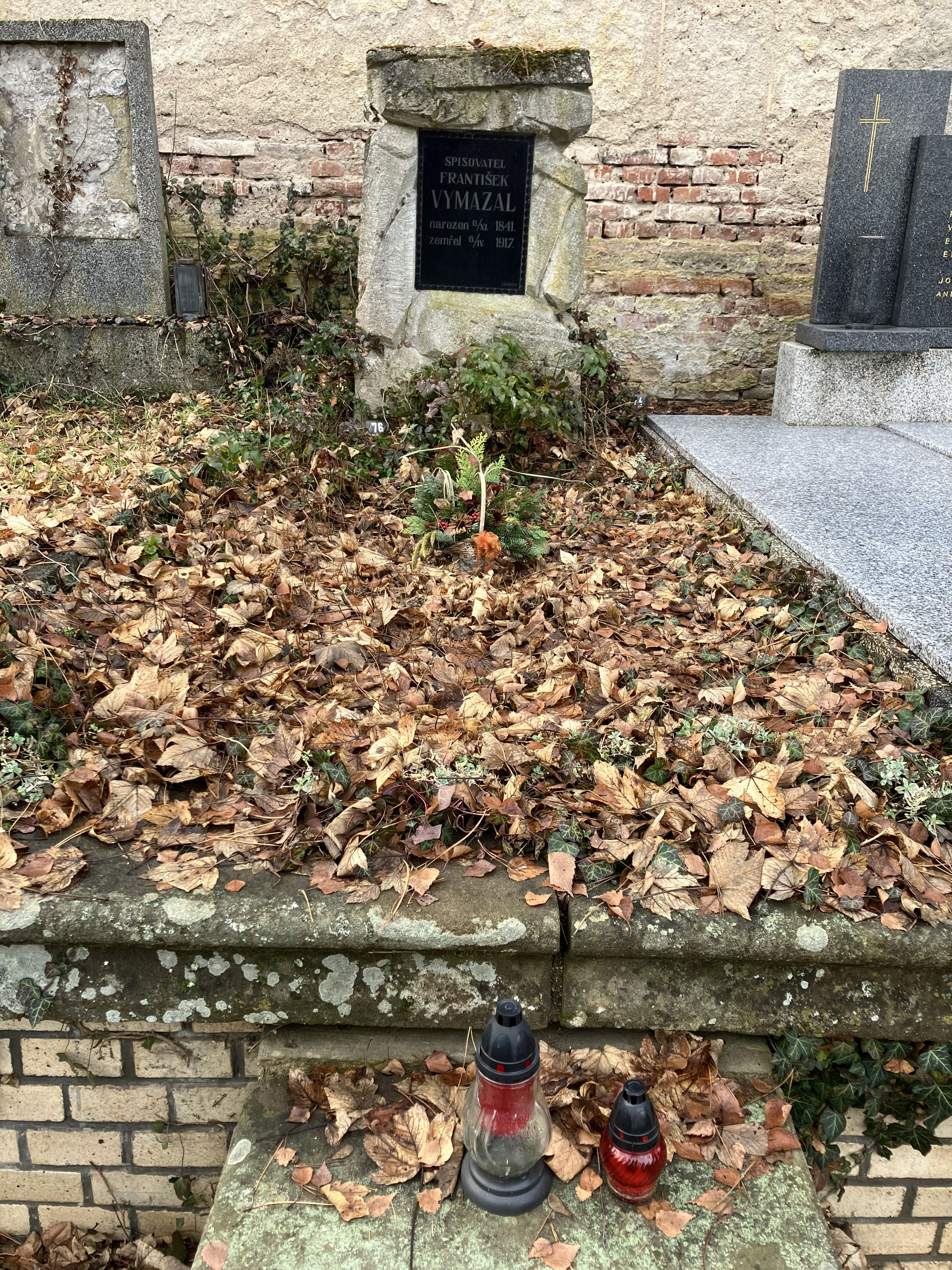
Hrob Františka Vymazala

Pocházel z velmi chudé rodiny a přes svůj velký talent proto nemohl získat formální potvrzení svého vzdělání, které bylo, ač byl samouk, velmi široké. Vystudoval tedy gymnázium. Živil se jako korektor v Moravské akciové tiskárně v Brně, z této nepříliš dobře placené práce musel odejít až ve stáří kvůli oční chorobě. Žil velmi skromně až chudě, často podivínsky, nikdy se neoženil, sám k sobě byl velmi přísný. Jazyková pedagogika a další literární práce pro něj byla jenom koníčkem. Přes svůj podivný a samotářský život měl poměrně významné přátele, dopisoval si například s básníkem J. S. Macharem. Po celý život byl důsledným a velmi ostrým atheistou, přesto si vážil křesťanství jako filosofického a kulturního systému a často používal jako příkladové texty úryvky modliteb či biblické citáty. V roce 1916 byl odsouzen na několik týdnů za velezradu (údajně proto, že kvůli své hluchotě nevzdal čest, když hráli rakouskou hymnu), poté byl ale soudem osvobozen. Zemřel v roce 1917, srazila ho tramvaj, kterou neviděl, protože byl už téměř slepý. 
Je pohřben na Ústředním hřbitově v Brně, sk. 32/hr. 76.

## Dílo
Jeho učebnice, především proslulá řada „snadno a rychle“, navržená pro samouky, byly založeny na zajímavém výukovém systému - student se měl učit kratičké příkladové věty, pomocí nichž si měl osvojit gramatiku i slovní zásobu. Slovní zásoba nebyla nikdy vysvětlována ani učena samostatně, ale pouze na příkladových větách z praktického života. Tyto příkladové věty, které se měl student naučit nazpaměť, byly rozděleny do jednotlivých úloh (v každé učebnici jich bylo několik desítek, nejčastěji dvacet až padesát, každá úloha se soustředila na určitý jazykový jev) a doprovázeny velmi stručným a srozumitelným teoretickým výkladem gramatiky a případně dalšími úkoly k procvičování. Na rozdíl od zvyklostí současných jazykových učebnic netvořily většinou tyto příkladové věty záměrně žádný souvislý text, žák se je měl učit nazpaměť zvlášť.
K ozvláštnění látky a zvýšení zájmu studentů Vymazal často používal různé aforismy, zajímavosti, anekdoty či ukázky z literárních děl v daném jazyce, které zakomponovával do svých učebnic. Velmi často také kritizoval „školskou“ metodu výuky jazyků, kterou pokládal za zbytečně složitou, nudnou, a neberoucí ohled na psychologii učení, kterou sám dokonale ovládal. Někdy dokonce studenta pro jeho blaho téměř „klamal“, např. když v učebnici Francouzsky snadno a rychle „maskoval“ složitější látku (konkrétně časování slovesa avoir) za snadnější (slovesný zápor), a složitější látku vysvětlil jakoby mimochodem, byť podrobně, aby neodradil studentův zájem. Někdy pro snadnější pochopení přikládal etymologické výklady slov, jazykové jevy bohatě srovnával s jinými jazyky, zejména s latinou a němčinou.
Nevýhodou jeho učebnic je jednak to, že s výjimkou několika nejznámějších jazyků pokrývají pouze samý základ řeči (jako prostředek k dalšímu rozvíjení jazykových dovedností doporučoval Vymazal četbu v daném jazyce, zejm. konverzační příručky, kterých sám několik vydal, převyprávěné verze bible a také klasická díla národních literatur), a to spíše na teoretické než praktické úrovni, a zejména to, že Vymazal používal už ve své době silně zastaralou jazykovědnou terminologii (např. náměstka místo zájmeno). Některé jeho učebnice byly po jeho smrti upraveny jinými autory a vydávaly se v mnoha vydáních prakticky až do druhé světové války.
Za svůj život vydal velké množství těchto jazykových učebnic, tento cyklus pokrýval na základní úrovni prakticky všechny známější jazyky – angličtinu, bulharštinu, francouzštinu, hebrejštinu, chorvatštinu, latinu, litevštinu, maďarštinu, němčinu, romštinu, ruštinu, rumunštinu, řečtinu (starou i novou), slovenštinu, slovinštinu, staroslověnštinu, španělštinu, švédštinu a turečtinu, ukrajinštinu. Zabýval se také mezinárodními jazyky volapük a esperanto a vydal též německé učebnice češtiny a některých dalších jazyků. Každá Vymazalova učebnice má odlišnou strukturu v závislosti na charakteru jazyka. Většina těchto učebnic byla vydána mnohokrát a měla velký úspěch. Názory na jeho učebnice se v jeho době různily, někdy byly i dost nevybíravě parodovány (např. ve filmu Adéla ještě nevečeřela), jindy chváleny. Z Vymazalových učebnic se učil mimo jiné český básník a polyglot Jan Křesadlo, jak o tom svědčí pochvalná zmínka v románu La Calle Neruda.
Publikoval také gramatické přehledy, různé antologie a další knihy, mj. sbírku pozoruhodných aforismů po vzoru Voltaira (kterého velmi obdivoval), nazvanou Zrnka. Vydal rovněž kritické a podrobně komentované vydání Rukopisu královédvorského a Rukopisu zelenohorského (byl vášnivým zastáncem jejich pravosti, pro velmi ostrou kritiku Antonína Vaška byl dokonce odsouzen pro urážku na cti), Rukopisy také přeložil do francouzštiny. Vydal také několik antologií slovanské poezie (zejména polské a ruské), které se zčásti skládaly z jeho vlastních a zčásti z přejatých překladů, a spíše než kvalitou překladu vynikaly podrobným a kvalitním filologickým komentářem.

## Seznam děl
- Algebře snadno a rychle
- Anglicky bez učitele snadno a rychle v 50 úlohách
- Anglicky snadno a rychle
- Anglicky ve 40 úlohách [4]
- Böhmische Grammatik für deutsche Mittelschulen und Lehrerbildungs-Anstalten [5]
- Der böhmische Schnell-lehrer : leichtfasslicher Selbstunterricht in den Elementen der böhmischen Umgangssprache
- Böhmisches Literaturbuch [6]
- Böhmisches Übungsbuch [7]
- Bulharsky v patnácti úlohách
- Cikánsky snadno a rychle (Dostupné online[8])
- Čech s Angličanem rozmlouvající
- Čech s Francouzem rozmlouvající
- Čech s Němcem rozmlouvající
- Čech s Rusem rozmlouvající
- Čech s Vlachem rozmlouvající
- Čech se Srbocharvatem rozmlouvající
- Českoruský slabikář
- Český pravopis k potřebám učitelstva [9]
- Český pravopis pro neštudované [10]
- Dánsky snadno a rychle
- Dějiny německé národní literatury [11]
- Der böhmische Einpauker für bequeme Herren [12]
- Deutsch-böhmische Gespräche : für jung und alt
- Doučte se německy : 2000 prakt. vět. na cedulkách
- Drobotina
- Englisch für Jedermann
- Erster Selbstunterricht in der Trigonometrie und der logarithmischen Rechnung [13]
- Francouzsky bez učitele snadno a rychle ve 40 úlohách
- Francouzsky pro děti
- Francouzsky snadno a rychle [14]
- Francouzsky v 40 úlohách [15]
- Francouzsky ve 40 úlohách s počátky konversace
- Französisch leicht und schnell [16]
- Gramatické základy jazyka polského [17]
- Gramatické základy jazyka ruského [18]
- Gramatické základy jazyka slovinského [19]
- Gramatické základy jazyka srbského čili charvátského [20]
- Grammatik der polnischen Sprache zunächst zum Selbstunterricht [21]
- Hebrejsky snadno a rychle [22]
- Hobliny a piliny
- Holandsky snadno a rychle
- Charvátsky snadno a rychle
- In 50 Lectionen böhmisch [23]
- In 50 Stunden tschechisch leicht und schnell
- Italiánsky (vlašsky) v praktických větách
- Italsky snadno a rychle v praktických větách
- Jugoslávsky bez učitele v 30 úlohách snadno a rychle
- Katechismus německé řeči
- Květobor z předních básníků slovanských
- Latinsky pro děti
- Latinsky snadno a rychle, čili, Latina pro nelatináře
- Lidová učebnice němčiny a praktické rozmluvy česko-německé
- Lidová učebnice němčiny podle methody nejlepších vět
- Lidová učebnice ruského jazyka podle methody nejlepších vět
- Litevsky snadno a rychle
- Maďarsky bez učitele
- Maďarsky snadno a rychle [24]
- Maďarsky v praktických větách
- Malorusky (rusínsky) snadno a rychle
- Der Metermass in Österreich-Ungarn in gemeinfasslicher Darstellung zum Gebrauche für Jedermann [25]
- Mezinárodní řeč Esperanto
- Mezinárodní řeč esperanto pro samouky
- Miklošičovo hláskosloví jazyka českého [26]
- Nauka o rakouské ústavě ku potřebě učitelův a chovancův na průpravnách učitelských
- Nauka o větě pro žáky na středních školách [27]
- Nejdůležitější české a německé písemnosti pro každého [28]
- Nejpotřebnější písemnosti pro každého
- Nejpotřebnější známosti trigonometrické [29]
- Německá cvičení v konverzačních větách
- Německá učebnice pro lid
- Německá učebnice pro obecné školy
- Německé čtení s výkladem, hlavně pro začátečníky
- Německy bez učitele snadno a rychle
- Německy bez učitele snadno a rychle v 50 úlohách
- Německy bez učitele snadno a rychle v praktických větách
- Německy bez učitele v 50 úlohách
- Německý pravopis pro každého [30]
- Německy pro děti
- Německy snadno a rychle
- Německý učitel : Nový způsob, jak možno každému naučiti se německy na zákl. snad. vět s výkladem
- Německy ve 24 hodinách
- Německy za 50 hodin [31]
- Nizoněmecky snadno a rychle
- Nová učebnice němčiny na základě snadných vět s výkladem
- Novočeské hláskosloví zjednodušené
- Novořecky snadno a rychle
- Obrazy z dějin českých a rakouských
- Počátky slovanštiny a litevštiny
- Počátky slovanštiny (devíti řečí spisovných) a litevštiny
- Polská a lužicko-srbská poezije : výbor z národního a umělého básnictva polského a lužicko-srbského v českých překladech
- Polsky snadno a rychle
- Polsky snadno a rychle : Čech s Polákem rozmlouvající
- Portugalsky snadno a rychle
- Poslancem snadno a rychle
- Praktické rozmluvy české a německé [32]
- Praktický a rychlý samoučitel německého jazyka
- Praktický učitel němčiny = [33]
- Praktisch-kritischer Volapük-Trichter [34]
- Pravopisný slovník a zásady českého pravopisu [35]
- Prostonárodní český pravopis [36]
- Prostonárodní poučení o nové míře a váze
- Prusky snadno a rychle
- První lužicko-srbské čtení
- Původ slova lať [37]
- Rumunsky snadno a rychle
- Rusky pro děti
- Ruský slabikář, čili, Úplný návod ku správnému čtení a psaní ruským jazykem
- Ruský slabikář, čili, Úplný návod ku správnému čtení a psaní ruským jazykem s vytknutím hlavních rozdílův mezi ruštinou a češtinou [38]
- Rusky snadno a rychle [39]
- Rusky v desíti úlohách
- Rusky v praktických větách [40]
- Russisch für das Militär [41]
- Russische Grammatik : mit einem milit. Notwörterbuch [42]
- Russische Grammatik zunächst für den Selbst-Unterricht [43]
- Rychle německy : schnell deutsch : praktický návod pro každého
- Serbische Grammatik, zunächst für den Selbstunterricht [44]
- Schnell polnisch : leichteste Anleitung, die polnische Umgangssprache in einigen Wochen zu erlernen [45]
- Slovanská poezije : výbor z národního a umělého básnictva slovanského v českých překladech
- Slovensky snadno a rychle
- Slovinsky snadno a rychle
- Slovník cudzích slov : táto knížočka je praktickým doplnkom ku všetkým mluvniciam, učebniciam a čítankám
- Snadno a rychle Slovensky
- Snadný návod naučiti se za několik hodin rusky čísti a psáti
- Soubor veškerých nauk hospodářských : rukojeť pro učitele při vyučování hospodářství na národních školách, spolu čítanka ve prospěch škol opakovacích a naučná kniha pro menší statkáře [46]
- Srbocharvátsky ve dvanácti úlohách
- Srbochorvatsky snadno a rychle
- Srbsko-charvátsky ve dvanácti úlohách
- Srbsky (charvátsky) snadno a rychle
- Srbsky (chorvatsky) snadno a rychle
- Starořecky snadno a rychle
- Staroslovansky (starobulharsky) snadno a rychle
- Světová řeč volapük ve třech lekcích [47]
- Španělsky snadno a rychle
- Švédsky snadno a rychle
- Tisíc francouzských vět pro první potřebu [48]
- Tisíc nových zrnek : Ku svým sedmdesátinám [49]
- Tisíc ruských vět pro první potřebu
- Trigonometrii snadno a rychle
- Turecky snadno a rychle
- Ukázka písma a jazyka cyrillo-methodějského : svaté a věčně slavné paměti slovanských prvoučitelů [50]
- Ukrajinsky bez učitele snadno a rychle v 10 úlohách
- Už umím německy! : Česko-německé veršíčky pro děti
- Vereinfachtes Volapük : praktischer Leitfaden für den Selbstunterricht [51]
- Vlasky snadno a rychle
- Vymazalova zrnka
- Vyšší kurs frančiny
- Vyšší kurs němčiny
- Vyšší kurs ruštiny
- Vyučovací listy jazyka německého pro samouky
- Základy algebry snadno a rychle
- Základy trigonometrie snadno a rychle
- Zrnka [52]
- Zrnka – třetí hromádka [53]